# Luisa Eugenia Navas
Luisa Eugenia Navas Bustamante (Chillán, 1920 - 2020) fue una farmacéutica y botánica chilena.

## Biografía
El 9 de mayo de 1951 consiguió su título de químico-farmacéutica, en ese mismo año es Ayudante de la Cátedra de Botánica en la Escuela de Química y Farmacia de la Universidad de Chile. En 1958 asciende a “Profesor extraordinario”, y ayudante de Hugo Gunckel en el Instituto Pedagógico, Sección de Plantas y finalmente catedrática de Criptogamia de la Facultad de Ciencias Químicas y Farmacéuticas en 1985.
Tempranamente, cuando se dedica al estudio de las algas marinas, concurría con su padre a la Estación marina de Biología en Montemar. Con la autorización del decano de Farmacia, ella concurría dos veces por semana al Museo Nacional de Historia Natural. Por encargo de Humberto Fuenzalida, reorganiza la Sección Botánica de Criptogamia. Con una beca de la Unesco estudia Ecología Vegetal en México, en la Escuela Politécnica con los especialistas de Montpellier y del San Luis de Potosí. Y concurre más adelante al jardín botánico de la Universidad Central de Caracas.

## Publicaciones
- 1966. Monografía sobre las parietarias de Chile. 9 pp.
- 1971. "Distribución Geográfica de las Mirtáceas Chilenas". Boletín del Museo Nacional de Historia Natural. Chile. 29: 223-247. en línea

- 1976. Flora de la cuenca de Santiago de Chile. Vol. 2. Editor Andrés Bello, 559 pp. en línea

- 1969. El género Dioscorea en Chile. Con Gevina Erba V. Ed. Universidad Cátolica, 20 pp.

## Algunos taxones de L.E.Navas
- Gavilea longibracteata (Lindl.)Sparre ex L E Navas,[3][4][5]

- Glandularia lipozygioides (Walp.)L.E.Navas[6]
- Myrceugenia colchaguensis [7]
- Parietaria fernandeziana (es P.debilis)

- La abreviatura «L.E.Navas» se emplea para indicar a Luisa Eugenia Navas como autoridad en la descripción y clasificación científica de los vegetales.[8]